# Via do alfa-aminoadipato

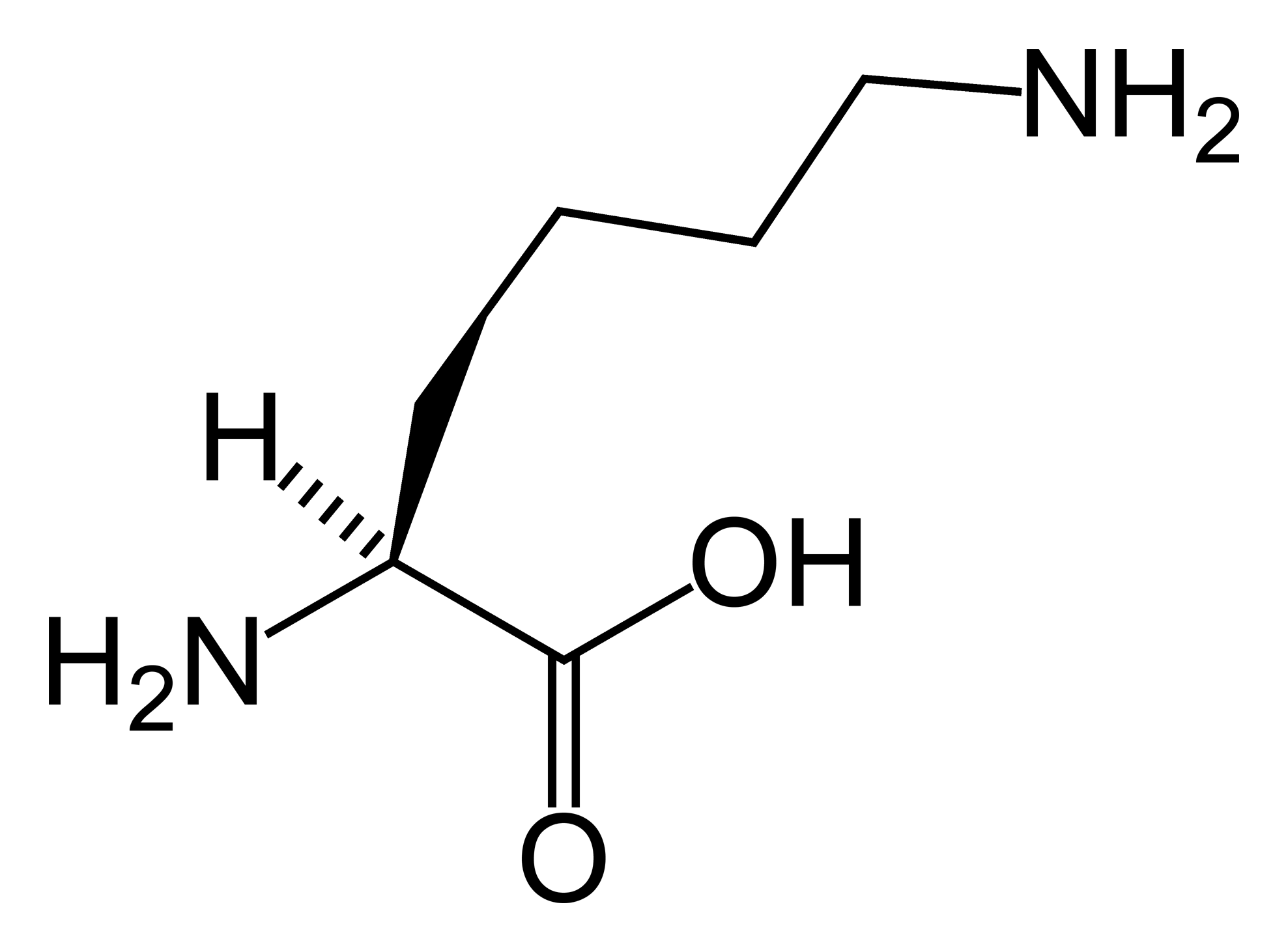
O aminoácido L-lisina

A via do α-aminoadipato é uma via metabólica para a síntese do aminoácido L-lisina. Nos eucariotas, esta via é exclusiva dos fungos mais desenvolvidos (que contêm quitina nas suas paredes celulares) e dos euglenídeos. Foi também relatada em bactérias so género Thermus. O composto precursor da L-lisina é o α-cetoglutarato; as sete enzimas envolvidas são, sequencialmente: homocitrato sintase, homoaconitase, homoisocitrato desidrogenase; α-aminoadipato aminotransferase; α-aminoadipato redutase, sacaropina redutase, e sacaropina desidrogenase.